# Масгвид Глофф
Масгвид Хромой (валл. Mascuid Gloff) — сын или младший брат Гургуста, короля Регеда. Во внешней политике отличился помощью королю Пеннинов Артуису ап Мору в создании государства Калхвинед. В 495 году Масгвид умер и королём Элмета стал его старший сын Ллаенног.